# Macsuzy Mondon

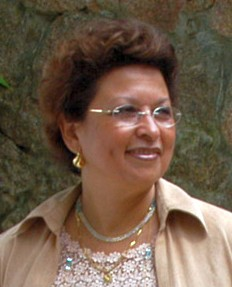
Macsuzy Mondon

Macsuzy Mondon (geb. 1950) ist eine Politikerin, die als Designated Minister und Minister of Local Government von Oktober 2016 bis 3. November 2020 im Kabinett der Seychellen war.

## Leben
Mondon war Lehrerin und wurde 2006 als Gesundheitsministerin berufen. In der Folge diente sie als Bildungsministerin (2010–2016). Im Kabinett von Präsident Danny Faure wurde sie am 28. Oktober 2016 die erste Frau die als Designated Minister (Nachfolgerin des Premierministers) vereidigt wurde, zusätzlich wurde sie als Minister for Local Government vereidigt. Im April 2018 wurden ihr die Ressorts Jugend, Sport, Kultur und Katastrophenmanagement zusätzlich übertragen.

## Familie
Mondon hat drei Kinder.